# جيم تشيونغ
جيم تشيونغ (بالإنجليزية: Jim Cheung)‏ هو فنان قصص مصورة بريطاني، ولد في 1972.